# Иринформ
Иринформ (образовано от осет. Ирыстон — Осетия и «информировать») — государственное информационное агентство Республики Северная Осетия — Алания. Полное наименование: Государственное учреждение «Информационное агентство Республики Северная Осетия — Алания «Иринформ». Основано в 1992 году распоряжением Совета Министров Северо-Осетинской АССР в целях обеспечения каналов центрального телевидения оперативной информацией из региона. 
Директор-главный редактор агентства «Иринформ» — Таболова Ирина Алексеевна, известный журналист, имя которого часто звучало в эфире программы «Время» в 1980-1990-х годах. Именно Ирина Таболова вместе с коллективом агентства заложила фундамент надежного сотрудничества с федеральными СМИ. Материалы, снятые журналистами агентства «Иринформ», выходят в эфир Первого канала, телеканала «Звезда», РБК и местного телеканала ГТРК «Алания». Коллектив агентства награждён Почетной Грамотой Республики Южная Осетия — Алания, дипломами и грамотами Минобороны РФ, ФСБ РФ, МЧС, МВД. 
На базе агентства «Иринформ» с 1996 года работает творческая студия для студентов Северо-Осетинского государственного университета. Среди выпускников студии — специальный корреспондент Первого канала Илья Костин, тележурналист Тимур Кусов, собственный корреспондент программы «Вести» Александр Кундухов и многие другие.